# Mykoła Marynowycz
Mykoła Marynowycz (ukr. Микола Маринович) (ur. 1861 we wsi Iszkiw k. Podhajec, zm. 1944) – tytularny pułkownik cesarsko-królewskiej Obrony Krajowej, generał-chorąży Ukraińskiej Armii Halickiej, pierwszy szef sztabu generalnego UHA na początku wojny polsko-ukraińskiej (do 5 listopada 1918).

## Życiorys
Ukończył austriacką szkołę oficerską w Wiedniu, oraz dodatkowe kursy oficerskie w latach 1897–1898. Do 1904 jego formacją macierzystą był Batalion Obrony Krajowej Tarnopol Nr 71 w Złoczowie. Na stopień porucznika został mianowany ze starszeństwem z 1 maja 1893. W latach 1894–1908 pełnił służbę w 19 Pułku Piechoty Obrony Krajowej we Lwowie. Na stopień kapitana 2. klasy został mianowany ze starszeństwem z 1 listopada 1900. Trzy lata później został mianowany kapitanem 1. klasy z tym samym starszeństwem. W 1908 został przeniesiony do 36 Pułku Piechoty Obrony Krajowej w Kołomyi. Na stopień majora został mianowany ze starszeństwem z 1 listopada 1912. W tym samym roku został przeniesiony do 33 Pułku Piechoty Obrony Krajowej w Stryju na stanowisko komendanta kadry batalionu zapasowego.
W czasie I wojny światowej brał udział w walkach w Karpatach, gdzie został kilkakrotnie odznaczony. W stan spoczynku został przeniesiony w stopniu tytularnego pułkownika. Od 2 listopada 1918 był pierwszym ukraińskim komendantem Lwowa.
Brał udział w walkach UHA do 1920, po wojnie działał ukraińskim ruchu narodowym, od 1929 był doradcą wojskowym Organizacji Ukraińskich Nacjonalistów. Podczas sowieckiej okupacji w latach 1939–1941 działał w ukraińskim ruchu oporu. Od 1942 przebywał w swoim chutorze Sełeśka opodal Jaworowa, gdzie został zabity w 1944 przez sowieckich partyzantów.

## Ordery i odznaczenia
- Krzyż Zasługi Wojskowej 3 klasy z dekoracją wojenną i mieczami[6]